# 葛西聖司
葛西 聖司（かさい せいじ、1951年7月5日 - ）は、日本のアナウンサー。古典芸能の解説者。

## 人物
中央大学卒業後、1974年にNHKに入局。初任地は鳥取放送局。その後宮崎放送局、大阪放送局を経て1984年夏から東京アナウンス室勤務。

## 嗜好・挿話
- 同期に『ラジオ深夜便』アンカー仲間だった迎康子がいる。
- 大学生時代所属していたのは歌舞伎研究会。歌舞伎の舞台中継をしたくて、アナウンサーを志した[1]。
- 配属3局目となった大阪で、全国放送『しゃべくりバラエティー「日本一」』の司会に抜擢される。これを機に全国に名を知られるようになった[4]。NHKでは歌舞伎や文楽、能など伝統芸能の番組を担当し、これらに関する著書も執筆。髙橋美鈴が出産・育児休暇を取った際は、髙橋担当の伝統芸能関係の番組を代行した。
- 2011年、還暦定年を迎えることもあって、3月末を以ってNHKを退職、フリーとなる。フリー転向後は、NHK文化センター講師[3]を務める他、その古典芸能への造詣の深さを活かして早稲田大学公開講座・講師、日本体育大学・山梨英和大学非常勤講師[3]等で教鞭を執っている。また、日本演劇協会では会員（評論）[2]として解説や講演、関連行事の司会を務めている[5]。
- 2020年、フジテレビ主催アナウンサー養成講座のNHK入局試験対策クラス専任教官に就任[6]。

## 現在の出演番組
- 日本の歌謡史を彩った作家達シリーズ 昭和の歌人（うたびと）たち（NHK BSプレミアム）

2012年1月の第21回より、宮本隆治に代わり司会を担当。
- BIG SPCIALJFN

2013年6月13日

## 過去の出演番組
鳥取放送局時代
- FMリクエストアワー
- 鳥取のニュース・気象情報等

宮崎放送局時代
- 宮崎のニュース・気象情報等

大阪放送局時代（1度目）
- FMリクエストアワー(NHK大阪放送局)
- しゃべくりバラエティー 日本一（1983年4月9日 - 1984年3月31日）

放送センター時代
- ひるのプレゼント
- リポートにっぽん（1985年4月9日 - 1993年4月2日)
- 連続テレビ小説『澪つくし』（1985年4月1日 - 10月5日、ナレーション）
- 勝ち抜き歌謡天国（1985年10月12日 - 1986年3月3月8日）
- 大河ドラマ『独眼竜政宗』（1987年1月4日 - 12月13日、ナレーション）
- なんでもワンダーランド（1987年4月6日 - 1989年3月9日）
- リビングナウ（1990年4月 - ）
- 歌謡リクエストショー（1991年4月2日 - 9月24日） - 徳田章と司会を担当

### 大阪放送局時代（2度目）
- ライバル日本史（1994年4月7日 - 1996年3月7日）
- 旬の人旬の話
- 土曜元気市（1997年4月5日 - 1998年3月21日）
- 国宝探訪（2000年4月1日- 2003年4月5日）
- 人生自分流
- 4時です 上方倶楽部（2003年4月1日- 2005年3月11日）
- おしゃべりクイズ疑問の館（2000年4月 - 2001年3月）
- ティーンズTV メディアを学ぼう
- ひるの散歩道（2006年4月 - 12月）
- 中島みゆきトーク&ベストヒット（2007年10月8日、FM放送） - 中島と葛西はお互いファン
- きょうの健康Q&A
- きらっといきる
- NHKスペシャル『マネー革命』（1998年、ナレーション）
- 芸能花舞台※
- 日本の伝統芸能※

※上記2番組は2009年秋以降髙橋美鈴の代行。「芸能花舞台」は1999年4月-2003年4月まで司会を担当していた。
- ラジオ深夜便（偶数週の月曜日アンカー。2007年4月から2011年3月まで）
- きらめき歌謡ライブ（司会 2011年3月23日放送分まで）
- ミュージックメモリー
- 仕舞入門
- 劇場中継
- 古典芸能鑑賞会
- 歌の散歩道（NHKラジオ第1）

※金子辰雄が81歳で退いた後を受け、フリーとなって最初の仕事として2011年4月から出演している。その際、加治章が金子枠に移り、その空いた枠を埋める形で金曜の担当となった。

## 著書
- 『ことばの切っ先―心にせまるセリフ』小学館 2006年3月　「新版　ことばの切っ先」（展望社）2015
- 『文楽のツボ』生活人新書　日本放送出版協会 ISBN 978-4140881828 2006年5月
- 『名セリフの力 日本語をきたえる76のことば』展望社 2000年2月
  - 『名セリフの力 これで日本語の達人になる』(新装版) 展望社 ISBN 978-4885462009 2009年5月
- 『僕らの歌舞伎 先取り!新・花形世代15人に聞く』(淡交新書) 淡交社, 2016.11
- 『稚翠小松賑 歌舞伎のまち・こどもの力』小松市, 2018.3
- 『教養として学んでおきたい能・狂言』(マイナビ新書) マイナビ出版, 2020.4
- 『教養として学んでおきたい歌舞伎』(マイナビ新書) 2021.8

### 共著
- 『能・狂言なんでも質問箱 能楽博士があなたの疑問にこたえる』山崎有一郎共著. 檜書店, 2003.9
- 『歌謡曲の力 アナウンサーふたり口ずさみ語る』田島喜男共著. 展望社, 2013.12